# غردة لائين
غردة لائين هي قرية في مقاطعة ميانة، إيران. عدد سكان هذه القرية هو 66 في سنة 2006.